# Ylihärmä
Ylihärmä est une ancienne commune de l'Ouest de la Finlande, dans la région d'Ostrobotnie du Sud. Elle a fusionné le 1er janvier 2009 avec la commune de Kauhava.

## Histoire
Le lieu est mentionné pour la première fois en 1577. L'église est terminée en 1787, et Carl Ludwig Engel y ajoute un clocher en 1828. À la suite de la loi de 1865 sur les communes, la municipalité est fondée en 1868.
Ylihärmä est surtout connue pour être le lieu de naissance du professeur Johan Sigfrid Sirén, architecte très en vogue en Finlande dans les années 1920 et 1930. Il construisit notamment l'Eduskuntatalo, un bâtiment qui abrite aujourd'hui le parlement à Helsinki.

## Géographie
La municipalité est petite, plane et assez densément peuplée pour la région. Située en rive gauche de la rivière Lapuanjoki, elle est largement agricole.

## Transports

### Transports routiers
La nationale 19 Jalasjärvi - Nykarleby traverse le village. 
Elle met celui-ci à 51 km de la capitale régionale Seinäjoki.
La route régionale 725 relie Ylihärmä à Mustasaari et la route régionale 723 à Ylistaro.

### Transports ferroviaires
La gare la plus proche est la gare de Kauhava sur la ligne Seinäjoki–Oulu.

## Personnalités
- Juho Haapoja, champion finlandais de boxe
- Kalevi Haapoja, acteur
- Antti Kurvinen, homme politique
- Artturi Leinonen, auteur
- Liisa Mansikkamäki, avocate
- Henna Field Cloth, joueur de baseball
- Paula Risikko, député
- Johan Sigfrid Sirén, architecte
- Heikki Ylikangas, historien